# サンデー ズバリ!ラジオ
サンデー ズバリ!ラジオはニッポン放送で2010年から2012年のナイターオフ期間に放送していたトーク番組である。

## 概要
2009年度までナイターシーズンオフの日曜に放送されていた『オールナイトニッポンサンデー』に代わるトーク番組。前番組と同じように、パーソナリティが週替わりで出演しトークを展開するというものであった。
2011年度はナイターシーズン中の日曜に『ニッポン放送ショウアップナイター』の中継予定カードが組まれない場合にもに放送されていたが、池上が取材・執筆活動専念のため、黒岩は神奈川県知事選挙立候補のためそれぞれ降板。2010年度に『オールナイトニッポンサンデー』の番組終了で降板した久石が復帰し、茂木と隔週で出演することになった。
2012年1月からはシンガーソングライターの大瀧もパーソナリティに加わるが、録りおろしはなく、『大瀧詠一のスピーチ・バルーン』の再放送となっている。10月からは、編成、放送時間が変わり、金曜の50分番組となり単に「ズバリ!ラジオ」に改題変更された。また、上記以外にも週替わりでパーソナリティを迎える場合もある。

## 出演者
2012年度
- 茂木健一郎（脳学者）
- 久石譲（音楽家）
- 大瀧詠一（シンガーソングライター）

過去
- 池上彰（ジャーナリスト）
- 黒岩祐治（当時：ジャーナリスト）

## 放送時間
2012年10月以降
- 金曜 21:00 - 21:50

2012年9月迄
2010年12月のレーティング時は放送時間を30分延長した
- 日曜 19:00 - 20:30[2]